# Politica del Regno dei Serbi, Croati e Sloveni

## Gli inizi
Immediatamente dopo la proclamazione del 1º dicembre 1918 i negoziati tra il Consiglio Popolare (dello Stato degli Sloveni, Croati e Serbi) ed il governo serbo risultarono in perfetto accordo sul nuovo governo che doveva essere guidato da Nikola Pašić. Comunque quando questo accordo venne rimandato al reggente, fu rifiutato, producendo così la prima crisi di governo del nuovo stato. Tutti i partiti considerarono ciò una violazione dei principi parlamentari ma la crisi venne risolta quando si raggiunse l'accordo di sostituire Pašić con Stojan Protić, che era uno dei leader del Partito Radicale di Pašić. Il nuovo governo cominciò il suo operato il 20 dicembre 1918.

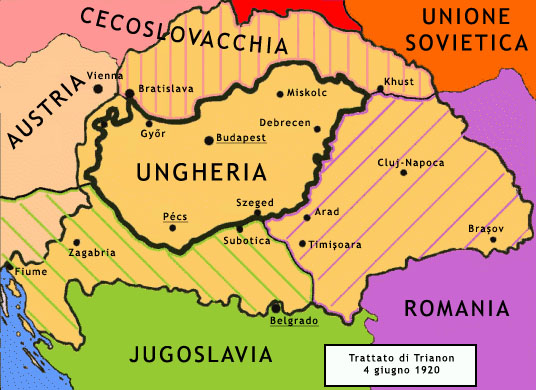
La creazione della Jugoslavia nel 1918 portò al trasferimento al nuovo stato slavo delle regioni ungheresi di Croazia e Vojvodina.

In questo periodo antecedente l'elezione dell'Assemblea Costituente, una Rappresentanza Provvisoria servì come parlamento, formata da delegazioni dei vari corpi amministrativi che già esistevano prima della creazione del nuovo stato. Un avvicinamento dei partiti dell'opposizione serba con i partiti politici dall'ex Austria-Ungheria portò alla formazione del Partito Democratico, che dominò la Rappresentanza Provvisoria ed il governo.
Dato che il Partito Democratico, guidato da Ljubomir Davidović spinse per un programma di governo altamente centralizzatore, vari delegati croati si spostarono all'opposizione. Comunque anche gli stessi radicali non erano contenti di aver ottenuto solo tre ministeri, mentre i Partiti Democratici undici, ed il 16 agosto 1919 Stojan Protić diede le dimissioni. Ljubomir Davidović quindi formò una coalizione con i Social-Democratici. Questo governo aveva la maggioranza ma il quorum della Rappresentanza Provvisoria era la metà più un voto. Quindi l'opposizione cominciò a boicottare il parlamento e dato che il governo non riuscì mai a garantire questo risultato a tutti i loro sostenitori, diventò impossibile riunire il parlamento secondo il quorum. Davidović si dimise velocemente, ma poiché nessun altro riuscì a formare un governo, egli ridiventò primo ministro. Dato che l'opposizione continuava il boicottaggio, il governo decise che non c'era altra alternativa che governare per decreto. Ciò venne denunciato dall'opposizione che cominciò a farsi chiamare Comunità Parlamentare. Davidović stesso capì che la situazione era insostenibile e chiese al Re di far tenere immediatamente le elezioni per l'Assemblea Costituente. Quando il Re rifiutò, capì che non aveva altra alternativa che dimettersi.

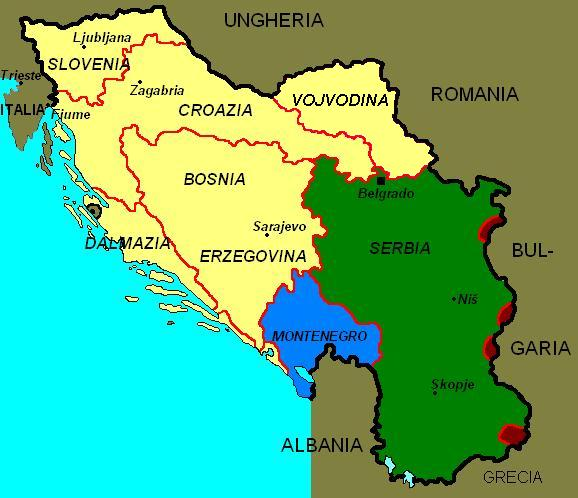
In verde la Serbia ed in azzurro il Montenegro, già indipendenti, si uniscono coi territori, in giallo, staccatisi dall'Impero Austro-Ungarico (Slovenia e Dalmazia dall'Austria, Croazia e Vojvodina dall'Ungheria, più la Bosnia) nel neonato Stato degli Sloveni, Croati e Serbi. Alcune aree di confine, in marrone, vengono cedute dalla Bulgaria.

La Comunità Parlamentare quindi formò un governo guidato da Stojan Protić, che cercò di restaurare le norme parlamentari e di mitigare la centralizzazione del precedente governo. La loro opposizione al precedente programma governativo di radicali riforme agrariare li rendeva anche più uniti. Poiché molti gruppi minori cambiarono parte, Protić aveva però una piccola maggioranza. Comunque il Partito Democratico e i Social-Democratici adesso boicottavano il parlamento, e Protić non fu in grado di raggiungere un quorum. Da qui la Comunità Parlamentare, in quel momento al governo, fu costretta a governare per decreto.
Dato che la Comunità Parlamentare violava il principio base per cui si era unita, essa si trovava in una posizione estremamente difficile. Nell'aprile 1920, scoppiarono diffuse proteste di lavoratori, compreso uno sciopero delle ferrovie e secondo Gligorijević questo forzò i due maggiori partiti a ricomporre le loro divergenze. Dopo riuscite negoziazioni, Protić si dimise per far posto a un nuovo governo guidato dalla personalità neutrale di Milenko Vesnić. I socialdemocratici non seguirono nel governo i loro precedenti alleati del Partito Democratico perché si opponevano alle misure anti-comuniste a cui si accingeva il nuovo governo.
I dissidi che avevano diviso i partiti in precedenza erano ancora vivi e fonte di problemi. Il Partito Democratico continuava a insistere nelle sue richieste di centralizzazione e sulla necessità di una radicale riforma agraria. Un disaccordo sulla legge elettorale portò infine il Partito Democratico a votare contro il governo in Parlamento e il governo fu battuto. Anche se questa votazione non raggiunse il quorum di validità, Vesnić la usò come pretesto per dimettersi. La sua azione produsse il risultato che Vesnić sperava e il Partito Radicale accettò le richieste di centralizzazione mentre il Partito Democratico acconsentì a lasciar cadere le sue richieste di riforma agraria e Vesnić fu di nuovo alla guida del governo. La Comunità Croata e il Partito del Popolo Sloveno non erano peraltro affatto contenti del fatto che i Radicali acconsentissero alla centralizzazione. Per lo stesso motivo non era contento Stojan Protić e uscì dal governo a causa di questo punto.
Nel settembre 1920 scoppiò in Croazia una rivolta di contadini, la cui causa immediata era la marchiatura del bestiame dei contadini. La Comunità Croata accusò le politiche centralizzatrici del governo e del ministro Svetozar Pribićević in particolare.

## Dall'Assemblea Costituente alla dittatura
Una delle poche leggi approvate dalla Rappresentanza Provvisoria fu la legge elettorale per l'assemblea costituente. Durante i negoziati che precedettero la fondazione del nuovo stato si era convenuto che il voto fosse segreto e basato sul suffragio universale. Non avevano in realtà considerato che il termine universale potesse includere le donne finché alla creazione del nuovo stato prese vita un movimento per il suffragio femminile. I socialdemocratici e il Partito del Popolo Sloveno appoggiavano il suffragio femminile ma i Radicali vi si opponevano. Il Partito Democratico era disponibile a considerare l'idea ma non disposto a sostenerla fino in fondo, così la proposta non ebbe seguito. Fu accettata in linea di principio una rappresentanza in senso proporzionale ma il sistema scelto, (il D'Hondt con collegi molto piccoli) favorì i grandi partiti e i partiti a spiccato carattere regionale.
Le elezioni si tennero il 28 novembre 1920. L'esito fu che il Partito Democratico ottenne la maggioranza dei seggi, più dei Radicali, ma di poco. Per un partito che era stato la forza dominante durante la Rappresentanza Provvisoria questo si traduceva in una sconfitta. Inoltre essi avevano governato in modo decisamente cattivo in tutte le aree dell'ex Impero Austro-Ungarico. Questo ridusse la credibilità che la loro politica centralizzatrice fosse rappresentativa dell'intero popolo jugoslavo. I Radicali non si erano comportati meglio in quelle regioni ma questo non era per loro un problema altrettanto importante poiché si erano presentati apertamente, in campagna elettorale, come un partito serbo. I due più cospicui incrementi di voti furono ottenuti dai due partiti anti-sistema. I dirigenti del Partito Contadino Croato erano stati liberati dalla prigione solo all'inizio della campagna elettorale ma, secondo Gligorijević, questo si rivelò per loro più vantaggioso di una campagna elettorale attiva. Gli altri vincitori furono i comunisti, che erano andati particolarmente bene in Macedonia. I seggi restanti vennero presi da piccoli partiti che nel migliore dei casi erano scettici circa la piattaforma centralizzatrice del Partito Democratico.
I risultati lasciarono Nikola Pasić in una posizione molto forte, poiché i democratici non avevano altra scelta che allearsi con i radicali, se volevano far passare la loro idea di una Jugoslavia centralizzata, mentre Pasić fu sempre attento a tenere aperta l'opzione di un accordo con l'opposizione croata. I democratici assieme ai radicali, non erano abbastanza forti da far passare da soli la costituzione, e strinsero un'alleanza con l'Organizzazione Musulmana Jugoslava. Il Partito Musulmano cercò e ottenne delle concessioni sulla conservazione della Bosnia nei suoi confini e su come la riforma terriera avrebbe colpito i possidenti musulmani in Bosnia.
Poiché il Partito Contadino Croato si rifiutò di giurare fedeltà al re, sulla base del fatto che ciò presumeva che la Jugoslavia sarebbe stata una monarchia (qualcosa, essi sostenevano, che solo la costituente poteva decidere), essi non poterono prendere posto ai loro seggi. Gran parte dell'opposizione, anche se inizialmente prese posto, dichiarò dei boicottaggi col passare del tempo, e così ci furono pochi voti contrari. Comunque la costituzione necessitava del 50% più uno dei voti per essere approvata, indipendentemente da quanti partecipavano al voto. Solo delle concessioni fatte all'ultimo minuto a Džemet, un gruppo di musulmani della Macedonia e del Kossovo la salvarono.
Nel 1921, la costituzione venne approvata, e stabiliva una monarchia unitaria. I politici serbi vedevano la Serbia come rappresentante dell'unità jugoslava, così come il Piemonte lo era stato per l'Italia, e la Prussia per l'Impero tedesco. Nel corso degli anni seguenti, la resistenza croata contro una politica serbocentrica aumentò. Stjepan Radić, capo del Partito Contadino Croato, venne imprigionato per motivi politici. Dopo il suo rilascio nel 1925, fece ritorno in parlamento.
Nella primavera del 1928 Stjepan Radić e Svetozar Pribićević condussero un'aspra battaglia parlamentare contro la ratifica della Convenzione di Nettuno con l'Italia. In essa mobilizzarono l'opposizione nazionalista anche in Serbia, ma provocarono una violenta reazione della maggioranza di governo, che comprese anche minacce di morte. Il 20 giugno 1928, un membro della maggioranza di governo, il deputato montenegrino Puniša Račić, sparò a cinque membri del Partito Contadino Croato, tra cui Stjepan Radić. Due giacquero morti sul pavimento dell'assemblea, mentre la vita di Radić restò appesa ad un filo.
L'opposizione si ritirò completamente dal parlamento, dichiarando che non avrebbe fatto ritorno in un luogo dove diversi dei suoi rappresentanti erano stati uccisi, e insistette per nuove elezioni. Il 1º agosto, durante un incontro a Zagabria, rinunciarono alla dichiarazione del 1º dicembre 1920. In questo modo richiedevano che i negoziati per l'unificazione ricominciassero da zero. L'8 ottobre morì Stjepan Radić.